# St. Martin (Lengenfeld)

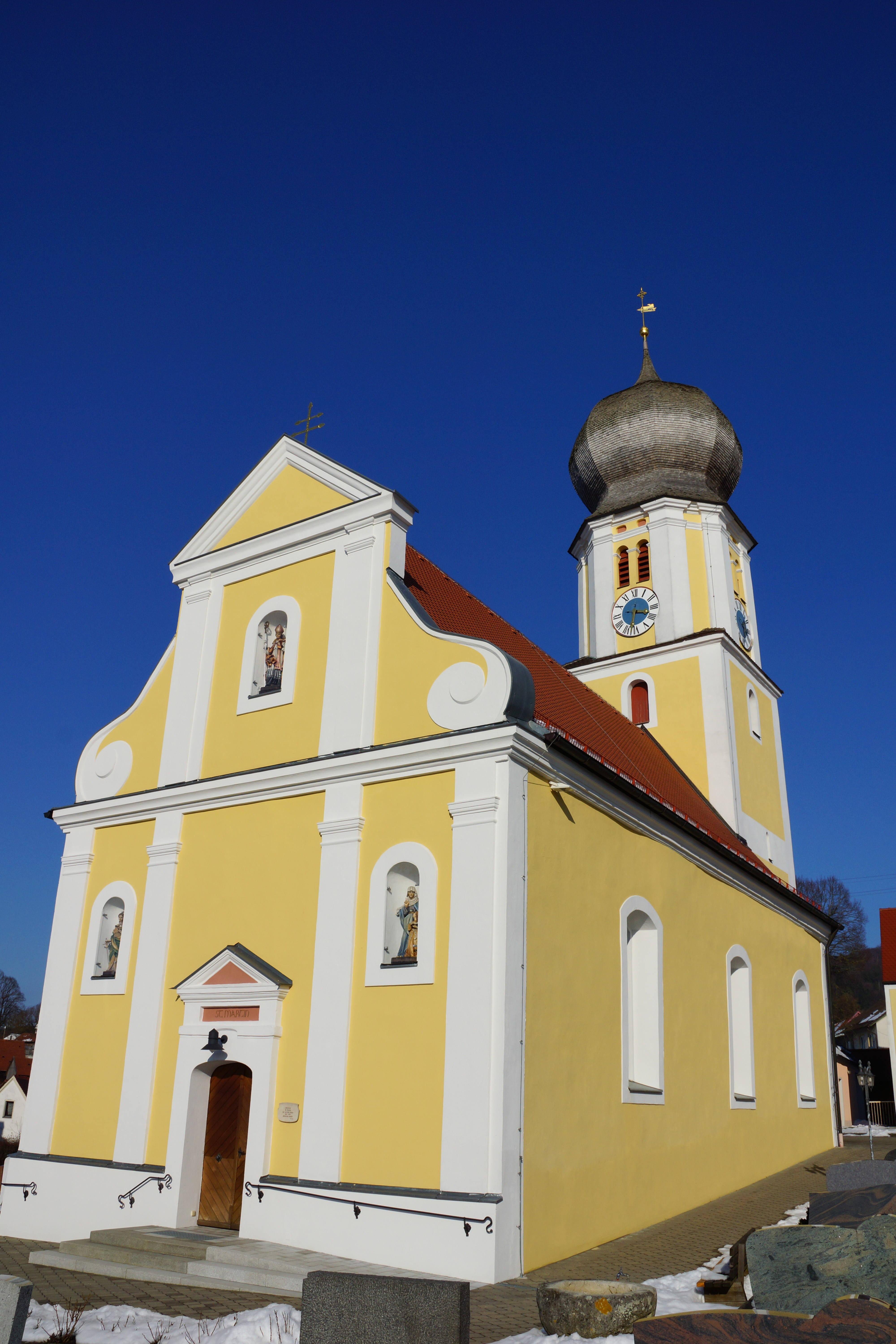
St. Martin (Lengenfeld)

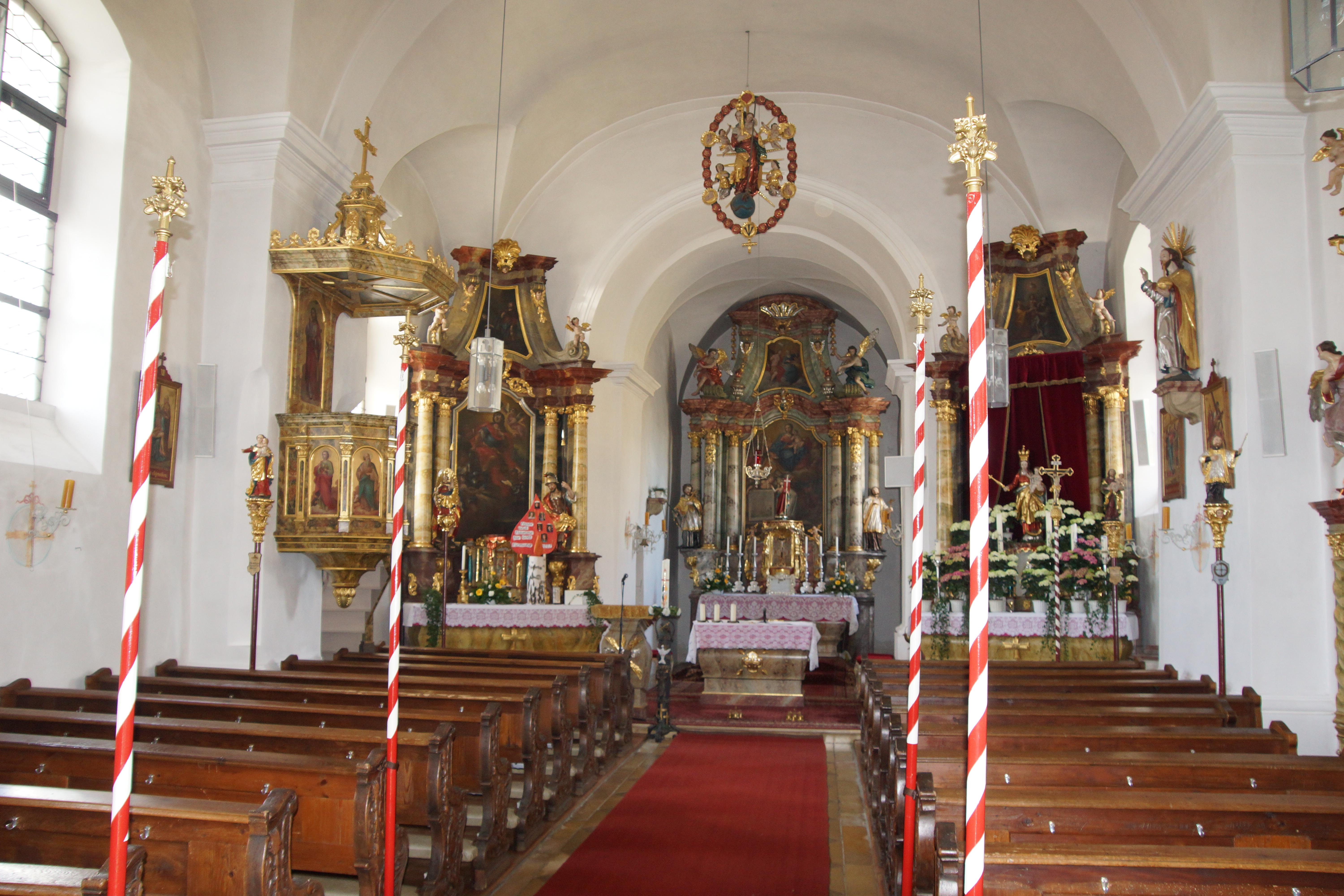
Innenansicht

Die römisch-katholische, denkmalgeschützte Pfarrkirche St. Martin steht in Lengenfeld, einem Gemeindeteil der Stadt Velburg im Landkreis Neumarkt in der Oberpfalz. Die Pfarrei gehört zum Dekanat Neumarkt im Bistum Eichstätt. Das Bauwerk ist unter der Denkmalnummer D-3-73-167-81 als Baudenkmal in die Bayerische Denkmalliste eingetragen. Kirchenpatron ist Martin von Tours.

## Beschreibung
Die Saalkirche wurde 1693–1696 unter Verwendung von Teilen der Mauern des romanischen Langhauses und den unteren Geschossen des romanischen, quadratischen Chorturms der mittelalterlichen Wehrkirche erbaut. Der Chorturm wurde mit einem achteckigen Geschoss aufgestockt, das mit Pilastern an den Ecken verziert ist, und die Turmuhr und den Glockenstuhl beherbergt, und mit einer schiefergedeckten Zwiebelhaube bedeckt. Die Fassade im Westen ist mit einem Volutengiebel bedeckt. Er ist mit toskanischen Pilastern in drei Bereiche unterteilt. In der Mitte befindet sich das mit einem Tympanon bedeckte Portal, darüber in der Nische eine Statue einen Bischofs. In den beiden seitlichen Bereichen befinden sich in zwei weiteren Nischen die Statuen der Hl. Barbara und von Anna und der Jungfrau Maria.
Der Chor, d. h. das Erdgeschoss des Chorturms, ist mit einem Kreuzgratgewölbe überspannt. Der Innenraum des Langhauses ist mit einem Stichkappengewölbe bedeckt, das sich auf Wandpfeilern erhebt. Zur Kirchenausstattung gehört ein Hochaltar vom Anfang des 18. Jahrhunderts, dessen Altarretabel mit der Darstellung des heiligen Martin Hans Georg Asam gestaltet hat.